# Soros port

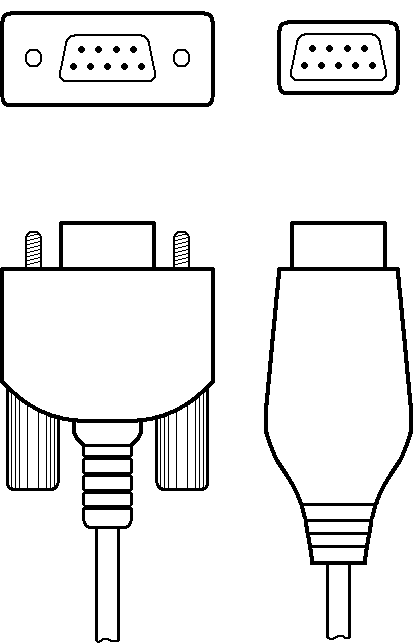
Soros port csatlakozói

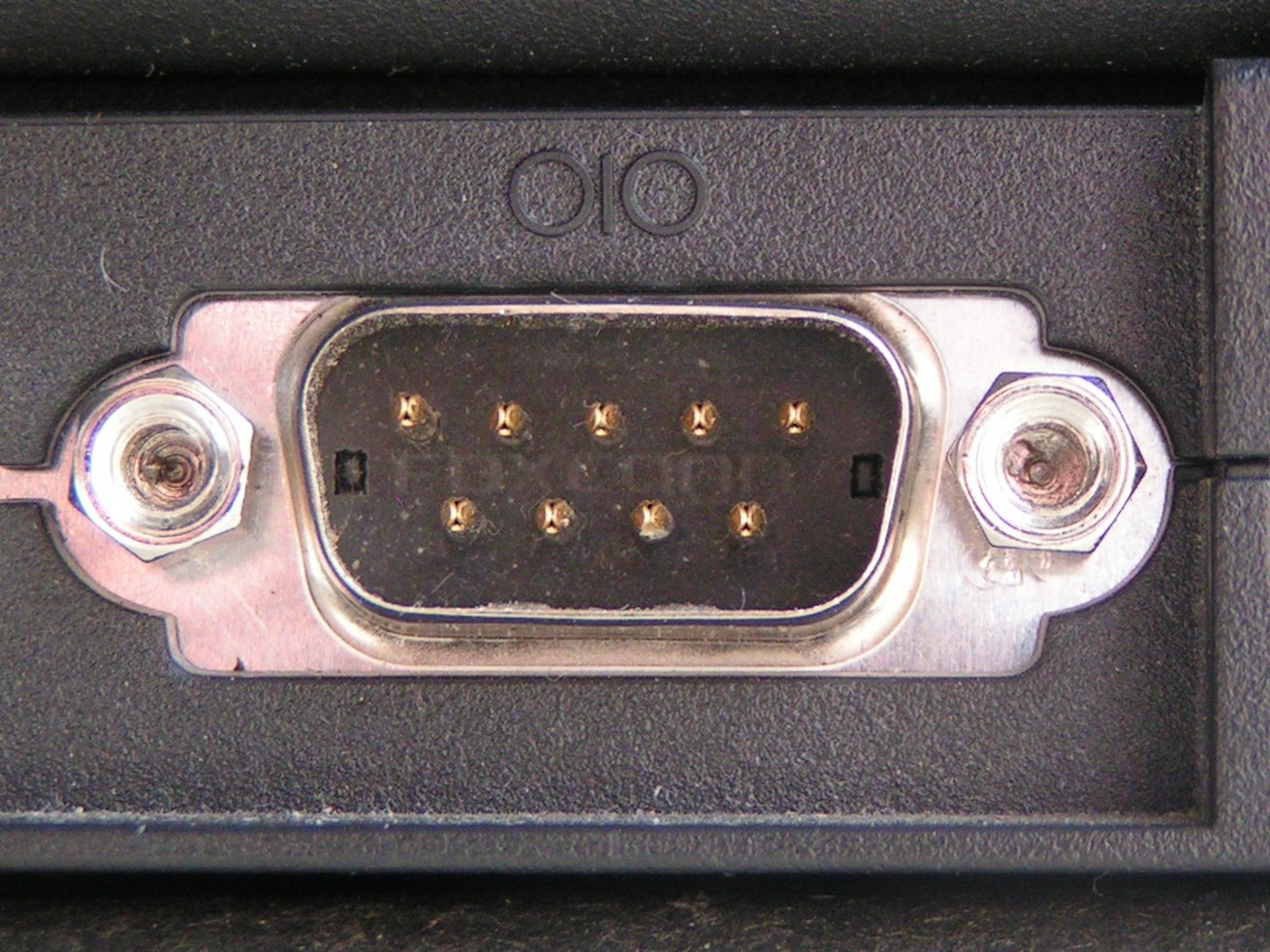
Soros port egy notebookon

A soros port, ismertebb nevén COM-port vagy kommunikációs port egy soros adatátvitelű PC csatlakozó. Mára már elavult, régebben rengeteg különféle eszközt (főképp egereket, nyomtatókat, modemeket stb.) lehetett rá csatlakoztatni. Általában két darab volt egy számítógépben, nagyok sok modellnél csak az egyik port volt kivezetve, a másik egy alaplapi tüskesor volt, amire a felhasználó saját belátása szerint köthetett COM-port kivezetést, vagy infravörös vevőegységet. A port főképp alacsony sebessége (115 kbit/s maximum) és az USB portok térhódításának köszönhetően veszített népszerűségéből. A csatlakozó az RS-232 kommunikációs szabványt használja.

## Null modem
A kereskedelmi forgalomban kapható ún. nullmodem kábellel lehetőség van két, soros porttal rendelkező számítógépet összekapcsolni. Az elérhető sebesség itt is csak 115k, ezért manapság vesztett a jelentőségéből. A legtöbb 1990-es évekbeli számítógépes, multiplayer móddal ellátott játék támogatta ezt a lehetőséget.

## Infravörös port
Számos alaplapon található egy alaplapi tüskesor, ami a felhasználó igénye szerint soros portként, vagy infravörös adóvevő egység csatlakoztatására használható. Az infravörös adatátvitelt főképp mobil eszközök (PDA, mobiltelefon stb.) használják, de megfelelő segédprogrammal akár a közönséges TV távirányítót is használhatunk, mint PC beviteli eszközt, infra porttal. Mivel a sebessége szintén a soros port maximum 115 kbps sebessége, ezért már ez is sokat vesztett a jelentőségéből, mivel a mobil egységek is inkább az USB vagy vezetéknélküli technológiákat használnak kommunikációra (Wifi, Bluetooth).

## A soros port, ma
Ma a soros portot leginkább mikrokontrollerek, mikrokontroller alapú berendezések (pl. utastájékoztatók), telefonközpontok, CNC gépek stb. programozására, vezérlésére használják. A mai asztali és hordozható számítógépekben már ritkábban fordul elő. Ha nincs, vagy több soros portra van szükség, akkor átalakítóként kaphatóak:
- USB portra csatlakoztatható RS232
- PCI vagy PCI-E kártyára épített RS232
- Expresscard (laptop) RS232 ( ami általában USB-RS232 )
- Ethernet-es vagy Wi-Fi-s átalakítóval TCP/IP, UDP protokollra illesztéssel
- Bluetooth-RS232 átalakítóval

Ipari számítógépekben azonban ma is megtalálhatóak a soros interfészek, sőt némelyikben az akár 6-8 db RS232 mellett még RS422 illetve RS485 interfész is megtalálható.

## Elérése a számítógépből
Windows:
- A soros port neve, számmal, pl. COM1, COM2, COM5, stb, USB-RS232 átalakító esetén is
- Elérése pl. a Windows API CreateFile függvényével történhet

Linux/Unix:
- /dev/ttyS# pl. /dev/ttyS0, /dev/ttyS1
- /dev/ttyUSB# pl. /dev/ttyUSB0, /dev/ttyUSB1 - USB-RS232 átalakító esetén.